# Tschurama
Das Tschurama (Eigenbezeichnung Cuuramã, Tyurama) oder Turka (Turuka) ist eine Gursprache, die in Burkina Faso von etwa 37.000 Personen (Stand 1998) gesprochen wird. 
Die Sprache wird von der Kommission des Tschurama (Commission du Curama) reguliert.

## Schrift
Das Tschurama wird mit dem lateinischen Alphabet geschrieben.
Die Orthografieregeln für das Tschurama, welches das zugelassene lateinische Alphabet der Nationalen Kommission der Burkinischen Sprachen (Commission Nationale des Langues Burkinabè) verwendet, wurde im Jahre 2003 verfasst und 2006 überarbeitet.
| Buchstaben des Alphabets | Buchstaben des Alphabets | Buchstaben des Alphabets | Buchstaben des Alphabets | Buchstaben des Alphabets | Buchstaben des Alphabets | Buchstaben des Alphabets | Buchstaben des Alphabets | Buchstaben des Alphabets | Buchstaben des Alphabets | Buchstaben des Alphabets | Buchstaben des Alphabets | Buchstaben des Alphabets | Buchstaben des Alphabets | Buchstaben des Alphabets | Buchstaben des Alphabets | Buchstaben des Alphabets | Buchstaben des Alphabets | Buchstaben des Alphabets | Buchstaben des Alphabets | Buchstaben des Alphabets | Buchstaben des Alphabets | Buchstaben des Alphabets | Buchstaben des Alphabets | Buchstaben des Alphabets | Buchstaben des Alphabets | Buchstaben des Alphabets | Buchstaben des Alphabets | Buchstaben des Alphabets | Buchstaben des Alphabets |
| ------------------------ | ------------------------ | ------------------------ | ------------------------ | ------------------------ | ------------------------ | ------------------------ | ------------------------ | ------------------------ | ------------------------ | ------------------------ | ------------------------ | ------------------------ | ------------------------ | ------------------------ | ------------------------ | ------------------------ | ------------------------ | ------------------------ | ------------------------ | ------------------------ | ------------------------ | ------------------------ | ------------------------ | ------------------------ | ------------------------ | ------------------------ | ------------------------ | ------------------------ | ------------------------ |
| A                        | Ǝ                        | B                        | C                        | D                        | E                        | Ɛ                        | F                        | G                        | Gb                       | H                        | I                        | Ɩ                        | J                        | K                        | L                        | M                        | N                        | Ɲ                        | Ŋm                       | O                        | Ɔ                        | P                        | R                        | S                        | T                        | U                        | V                        | W                        | Y                        |
| a                        | ǝ                        | b                        | c                        | d                        | e                        | ɛ                        | f                        | g                        | gb                       | h                        | i                        | ɩ                        | j                        | k                        | l                        | m                        | n                        | ɲ                        | ŋm                       | o                        | ɔ                        | p                        | r                        | s                        | t                        | u                        | v                        | w                        | y                        |

Die Nasalisation wird durch Zuhilfenahme des Tilde über den Vokalen angezeigt: ã, ǝ̃, ɛ̃, ĩ, õ, ɔ̃, ũ.

## Beispiel
Yuudagǝ, gɩ̀ yáá gùu vaa nǝ̃ Gbafuɔ sɩga n-yuu-i. Cirabiɛ mãã wù ǝ̃ǝ̃lã tãnkuuraabaa-nã Duulanlǝri, bá nǝ̃ wù ciɛ, bà yáá bàa kã Gbafuɔgu, ǹ-kãã suur sɩgagu. Wù gáa suur sɩgagu ǹ-tã, wú piɛ wù ciɛ vũɔ̃yǝ-nã, ǹ-ba wù kũũ.